# Dall'alto di una fredda torre
Dall'alto di una fredda torre è un film drammatico del 2023 diretto da Francesco Frangipane e tratto dall'omonimo testo teatrale di Filippo Gili.

## Trama
La vita familiare di una famiglia normale composta da madre, padre e due figli viene sconvolta quando si scopre che entrambi i genitori sono gravemente malati e solo uno dei due può essere salvato. Spetterà ai figli decidere di comunicarglielo e soprattutto chi salvare dei due.

## Distribuzione
Il film è stato presentato in anteprima alla Festa del Cinema di Roma 2023 nella sezione "Grand Public" ed è stato distribuito nelle sale cinematografiche italiane a partire dal 12 giugno 2024.

## Accoglienza
Il film è stato accolto con recensioni generalmente favorevoli da parte della critica cinematografica italiana, che sebbene non abbia apprezzato pienamente il passaggio dell'opera dal teatro al cinema, ne ha apprezzato la capacità attoriale del cast.
Daniela Catelli di Comingsoon.it scrive che il film «pone le questioni esistenziali che affrontano, nell'indifferenza degli dei, i personaggi di’ una tragedia greca, che qua si consuma in un ambiente borghese», trovando sebbene «qua e là fanno capolino in modo fin troppo evidente la metafora e la teatralità di un assunto volutamente assurdo, di sicuro non è una visione che lascia indifferenti». Ilaria Ravarino The Hollywood Reporter Roma descrive il film come «un duello psicologico fatto di discussioni, di liti, di pianti, di silenzi», ritenendo che il regista «impagina il film con grande sottigliezza, con fughe nel simbolico a volte azzeccate a volte un po’ sottolineate», apprezzando la capacità attoriale di Pesce e Scalera.
Giulia Lucchini afferma che «il pretesto drammaturgico [del film] regge poco, così come la spiegazione dei due medici» e che «non è facile appassionarsi alla storia di questi due fratelli, dal rapporto un po’ morboso, di cui sappiamo poco e nulla», ritenendo che il film si imposti unicamente sull'ottima capacità attoriale del cast. Anche Paola Casella di MYmovies.it afferma che «il passaggio al grande schermo sconta un impianto che non solo rimane fortemente teatrale ma in qualche modo si congela nella premessa, senza riuscire veramente a declinarsi in tutte le sfumature» e che «i movimenti interni al dilemma dilaniante non sono realmente sviscerati, e anche la conclusione resta sospesa in quella nebbia che apre e chiude la narrazione».